# Ferenc Puskásstadion
Het Ferenc Puskásstadion, of Ferenc Puskás Nationaal Stadion (meestal kortweg Ferenc Puskás), was een stadion in de Hongaarse hoofdstad Boedapest, waar Hongarije doorgaans zijn thuiswedstrijden in het voetbal speelde.
Het stadion werd gebouwd in 1948 en werd geopend in 1953. Het heette tot 1991 Népstadion (Hongaars voor Volksstadion). Er waren veel vrijwilligers voor nodig om dit stadion te bouwen. Een jaar later op 23 mei 1954 speelde het Hongaars voetbalelftal er voor het eerst, voor ruim 90.000 toeschouwers, een wedstrijd tegen Engeland. Hongarije wist deze wedstrijd met 7-1 te winnen; het grootste verlies van Engeland in de historie. Korte tijd later speelde Hongarije er een interland tegen Oostenrijk, waarbij het toen nog overwegend met staanplaatsen ingerichte stadion met 104.000 toeschouwers uitverkocht was. Dat is nog steeds een recordaantal toeschouwers van een voetbalinterland in Hongarije. Het stadion werd in 2016 gesloten, afgebroken en vervangen door de Puskás Aréna.

## Interlands
Het Hongaars voetbalelftal speelde bijna 200 thuiswedstrijden in dit stadion. Zie de tabel voor de laatste tien interlands in het stadion. Na de sloop speelde Hongarije tijdelijk in de Groupama Arena. Na de voltooiing van de Puskás Aréna worden daar de thuiswedstrijden afgewerkt.
| 184 | 15 augustus 2012  | Hongarije – Israël     | 1 – 1 | Vriendschappelijk |
| 185 | 11 september 2012 | Hongarije – Nederland  | 1 – 4 | WK-kwalificatie   |
| 186 | 22 maart 2013     | Hongarije – Turkije    | 3 – 1 | WK-kwalificatie   |
| 187 | 14 november 2012  | Hongarije – Noorwegen  | 0 – 2 | Vriendschappelijk |
| 188 | 22 maart 2013     | Hongarije – Roemenië   | 2 – 2 | WK-kwalificatie   |
| 189 | 14 augustus 2013  | Hongarije – Tsjechië   | 1 – 1 | Vriendschappelijk |
| 190 | 10 september 2013 | Hongarije – Estland    | 5 – 1 | WK-kwalificatie   |
| 191 | 15 oktober 2013   | Hongarije – Andorra    | 2 – 0 | WK-kwalificatie   |
| 192 | 4 juni 2014       | Hongarije – Albanië    | 1 – 0 | Vriendschappelijk |
| 193 | 7 juni 2014       | Hongarije – Kazachstan | 3 – 0 | Vriendschappelijk |

## Nieuw stadion
Op 4 november 2011 werd bevestigd dat het stadion een vernieuwing door moest maken. Er werd gekozen een geheel nieuw stadion te bouwen. Volgens deze afspraken zou het stadion tegen 2017 een capaciteit van 65.000 toeschouwers krijgen. Dit zou de voorbereiding moeten zijn op het Europees kampioenschap voetbal 2020, dat dan ook Boedapest als speelstad zou krijgen. Op 31 juli 2014 werden de eerste plannen bekendgemaakt, waarin er 68.000 plaatsen waren en een hardloopbaan boven de tribunes. Op 19 september 2014 maakte de UEFA bekend dat het nieuw te bouwen stadion inderdaad drie groepswedstrijden en één achtste finalewedstrijd toegewezen zou krijgen. In februari 2016 werd begonnen met de sloop van het oude stadion. Dit was in de zomer van 2016 grotendeels afgerond. Met de nieuwbouw is in 2017 begonnen. In 2019 is de Puskás Aréna geopend.